# Павел II Хейхо
Его Блаженство Павел II Хейхо (19.11.1906 г., Алькаш, Ирак — 13.04.1989 г., Багдад, Ирак) — епископ Акры с 22 февраля 1947 года по 28 июня 1957 год, первый епископ Алеппо с 28 июня 1957 года по 13 декабря 1958 год, архиепископ багдадский и патриарх Вавилона Халдейского Халдейской католической церкви с 13 декабря 1958 года по 13 апреля 1989 год.

## Биография
Павел Хейхо родился 19 ноября 1930 года в городе Алькаш, Ирак. После обучения в семинарии был рукоположён 16 февраля 1930 года в священника. 22 февраля 1947 года Римский папа Пий XII назначил Павла Хейхо епископом Акры. 4 мая 1947 года Павел Хейхо был рукоположён в епископа. 28 июня 1957 года Римский папа Пий XII назначил Павла Хейхо первым епископом Алеппо.
13 декабря 1958 года Святейший Синод Халдейской католической церкви избрал Павла Хейхо патриархом Вавилона Халдейского. 13 марта 1959 года Римский папа Иоанн XXIII утвердил решение Святейшего Синода Халдейской католической церкви.
В 1962—1964 годах участвовал в I, II, III и IV сессиях II Ватиканского собора.
Умер 13 апреля 1989 года в Багдаде.